# Ommatius acutus
Ommatius acutus är en tvåvingeart som beskrevs av Scarbrough 1990. Ommatius acutus ingår i släktet Ommatius och familjen rovflugor. Inga underarter finns listade i Catalogue of Life.